# Мелодическая формула
Мелодическая формула (англ. melodic formula, intonation formula, нем. Melodieformel, Intonationsformel) — устойчивый мелодический оборот, переходящий из одного музыкального сочинения в другое. Мелодическая формула — одна из важнейших категорий монодического лада модального типа, характерного для западного григорианского пения, древнерусского знаменного распева, арабского и турецкого макама, индийской раги и т.д. Из отдельных формул по принципу центонизации могут складываться целостные типизированные мелодии, «мелодии-модели» (англ. type-melody, melody type, нем. Typusmelodie).

## Мелодическая формула как категория модальности
Значимость мелодической формулы неодинакова в разных монодических традициях разных традиционных культур и географических регионов, в пределах одной культуры — неодинакова в разных музыкальных жанрах (формах). Например, в григорианике значение мелодической формулы велико в псалмодии и близких псалмам формах cantus planus (в тракте, интроите, коммунио) и гораздо меньше — в других литургических жанрах/формах (например, в гимнах и секвенциях). Некоторые жанры русского знаменного распева рассматриваются как песнопения, целиком скомпилированные (по принципу центона) из попевок, в то время как в других отмечаются только некоторые узнаваемые формулы (центонизации, как композиционного принципа, нет).

## Мелодические формулы в исторических и региональных традициях
Мелодическая формула — типологически обобщённое название категории, для рефлексии которой (теоретиками и практиками) в разных мировых монодических традициях использовались разные термины. 
В древнегреческой музыке мелодия-модель (предположительно) называлась словом «ном» (др.-греч. νόμος), в византийском распеве — «эни́хима» (греч. ἐνήχημα), в персидском дестгяхе — «гуше», в знаменном распеве (например, в певческих азбуках) короткая мелодическая формула называлась словом «попевка», а целостная мелодия-модель — «погласица» (букв. перевод др.-греч. ἐνήχημα). 
В псалмовых тонах западной церковной монодии (см. Григорианский хорал) — интонация (нем. Intonationsformel, первоначально формула зачина, позже вся мелодия-модель), euouae (формула окончания, она же «дифференция»); устойчивые мелодические обороты в обычных плавных распевах любого литургического жанра (например, в антифоне, тракте, респонсории) в западной литературе называют чаще всего мелодическими формулами (нем. Melodieformeln, англ. melodic formulas, melodic formulaе) либо «интонационными формулами» (англ. intonation formulas). В григорианике помимо псалмовых тонов в IX—XII вв. практиковались различные мнемонические мелодии-модели для настройки на церковный тон, своеобразные схемы развёртывания модального лада: для первого тона — с инципитом «Primum quaerite», для второго — «Secundum autem», для третьего — «Tertia dies» и т.д. «Распевочные» мелодии-модели можно найти в старинных нотных рукописях (как в нотном примере, см.) и в трактатах средневековых теоретиков. В трактатах Гвидо Аретинского ладовые формулы (formulae tonorum) также называются «невмами» (лат. neumae).
Мелодии-модели встречались и в старинной светской музыке. К ним, например, относятся так называемые «тоны» миннезингеров и мейстерзингеров.
Слово «попевка» (особенно в словосочетании «ладовая попевка») широко используется российскими музыковедами по отношению ко всем культурным и историческим традициям без разбора (например, по отношению к григорианскому хоралу), в том числе (в трудах музыковедов-фольклористов) — и для обозначения устойчивых оборотов в русской народной песне. На Западе в качестве обобщающего распространён термин «мелодическая формула», поскольку типовой мелодический оборот необязательно связан с пением, но равным образом встречается и в традиционной инструментальной музыке.